# خد لخد (ألبوم)
خد لخد هو ألبوم تعاوني من قبل المطربين الأمريكيين طوني بينيت و ليدي غاغا، الذي صدر في 19 سبتمبر عام 2014، من خلال شركة إنترسكوب ريكوردز وكولومبيا ريكوردز. بينيت وغاغا اجتمع لأول مرة وراء الكواليس في عام 2011، بعد أداء في حفل مؤسسة روبن هود في مدينة نيويورك، حيث طلب بينيت غاغا لغناء دويتو معه. سجل الاثنين نسختهم من أغنية The Lady Is a Tramp، وبدأت مناقشة خطط للعمل على مشروع الجاز. خد لخد يتكون من معايير جاز شعبية من ملحنين مثل جورج غيرشوين، كول بورتر، جيروم كيرن وإيرفينغ برلين. استلهم الألبوم من رغبة بينيت وغاغا في تقديم الأغنيات إلى جيل الشباب، لأنهم يعتقدون أن لهذه الأغاني نداءً عالمياً.
بحلول يناير كانون الثاني عام 2013، تم تأكيد الألبوم من قبل كل من الفنانين وبدأ التسجيل بعد أن تعافت غاغا من عملية جراحية في وركها. وقد رافق جلسات تسجيل في مدينة نيويورك فرق موسيقى الجاز الحية الموسيقيين لكل من الفنانين. انحرفت غاغا من الصوت المميز للبوب، لتغني بصوت الجاز الأصلي. تأخر موعد صدور الألبوم عدة مرات، وأعلن غاغا وبينيت الموعد النهائي على ذا توداي شو. وأفرج عن قائمة الأغاني الكاملة غلاف الألبوم بعد فترة وجيزة، بما في ذلك القوائم لكثير من الطبعات البديلة و الخاصة.
روج الفنانين خد لخد من خلال عروض متعددة في وحول نيويورك، بما في ذلك عرض خاص من المقرر عرضه على قناة PBS. وأفرج عن أغنيتين من الألبوم، «كل شيء مباح» و «لا أستطيع ان أعطيك أي شيء ما عدا الحب»، وكلاهما حقق الرقم 1 في قائمة بيلبورد للجاز. 
وقد لقى الألبوم نجاحا كبيرا.

## الخلفية و التطور
تقابل طوني بينيت و ليدي غاغا لأول مرة وراء الكواليس في عام 2011 بعد أن كانت غنت لأغنية «أورانج كولورد سكاي» للفنان نات كينغ كول، في حفل مؤسسة روبن هود في مدينة نيويورك. ثم طلب بينيت من غاغا تسجيل دويتو معه لألبومه المقبل. سجل الأثنين معاً أغنية The Lady is a Tramp لألبومه الحائز على جائزة غرامي، Duets II، ونشأ بعد ذلك شائعات عن وجود ألبوم جاز قادم لهُما. وفي سبتمبر 2012، أكد بينيت لرولينج ستون أن غاغا تريد تسجيل ألبوم الجاز معه و أنه كان هناك ملحن معروف مرتبط بالمشروع، وعلى الرغم من أن ليس خبيراً في موسيقيي الجاز مثل جورج غيرشوين أو كول بورتر، فقد كان له عدة أعمال ناجحة جداً. رشحت فرقة سوينج باند و الشاعر الملحن الحائز على جائزة الجرامي ماريون ايفانز للتعاون في الألبوم مع بينيت موءكداً أن جلسات التسجيل ستبدأ قريباً.
في 8 يناير عام 2013،أكد إيفانز، الذي رتب The lady is a tramp«، أنه سيكون له جزء كبير إلى حد ما في صنع الألبوم.»أنا لا أعرف في هذه المرحلة بالضبط كم عدد الأغاني التي ستكون على القرص المضغوط، ولكن أنا متأكد أن سيكون لدينا حوالي أربعة أو خمسة فرق موسيقية مختلفة، وسوف تتحول إلى حالة من الذعر العملاقة، يمكنني أؤكد لكم هذا، فهذا هو كيف العمل بالموسيقى!«. وفي وقت لاحق من ذلك الشهر،أعلنت ليدي غاغا، بعد أدائها مع بينيت في الحفل القبل نهائي لتنصيب الرئيس أوباما، من خلال حسابها على تويتر قائلهً»ها أنا و رفيقي الوسيم، وأنا ببساطة لا اتحمل انتظار ألبومنا معاً، هو حبيبي!«كتبت موضحة بصورة لهم، جنباً إلى جنب مع عنوان الألبوم. في سبتمبر عام 2013، أوضح بينيت ان للألبوم، سجلوا أغاني ذات معايير و جودة عالية، جورج جيرشوين، كول بورتر، جيروم كيرن، إيرفينغ برلين، والأغاني من هذا القبيل مع فرقة سوينجين الكبيرة و بعض فناني الجاز العظماء جداً»، و في مقابلة مع صحيفة شيكاغو تريبيون، وأوضح بينيت أن نيته الرئيسية كانت تسجيل الألبوم مع غاغا لإدخال معايير الجاز للجمهور الأصغر سناً، مُعتبراً أن الأغاني كانت كنداءً عالمياً وجودة خالدة عنهم. وقال بينيت ان غاغا قد كتبت أغنية للألبوم بعنوان «الجنة». سيكون هناك أيضا أغنيات منفردة من كل فنان، جنبا إلى جنب مع ثنائيات، وقد اختار الأغاني بينيت وغاغا شخصياً، من كتاب الأغاني الأمريكية الكبرى بما في ذلك «كل شيء مباح» أغنية بورتر: «ذلك لا يعني شيئاً»، «سيدة متحضرة»، «حياة الشهوة»، وعنوان الألبوم، «خد لخد».

## قائمة الأغاني الألبوم
تحتوي النسخة العادية من الألبوم على 11 أغنية, أما النسخة الخاصة فتحتوي على 4 أغانٍ إضافية:

### النسخة العادية
| رقم | اسم الأغنية (باللغة الإنجليزية)                    | اسم الأغنية (باللغة العربية)          | مدة الأغنية |
| --- | -------------------------------------------------- | ------------------------------------- | ----------- |
| 1.  | Anything Goes                                      | كُل شيء مُباح                           | 2:03        |
| 2.  | Cheek to Cheek                                     | خد لخد                                | 2:50        |
| 3.  | I Can't Give You Anything but Love                 | لا أستطيع أن أعطيك أي شيء ما عدا الحب | 4:08        |
| 4.  | Nature Boy                                         | فتى الطبيعة                           | 3:13        |
| 5.  | I Won't Dance                                      | لن أرقص                               | 3:56        |
| 6.  | Firefly                                            | براعة                                 | 1:57        |
| 7.  | Lush Life                                          | حياة الشهوة                           | 4:14        |
| 8.  | Sophisticated Woman                                | امرأة متحضرة                          | 3:49        |
| 9.  | Let's Face the Music and Dance                     | هيا نواجه الموسيقى و الرقص            | 2:06        |
| 10. | But Beautiful                                      | لَكن جميل                              | 4:04        |
| 11. | It Don't Mean a Thing (If It Ain't Got That Swing) | لا تعني شيئاً                          | 2:23        |

## وصلات خارجية
- خد لخد على موقع ميتاكريتيك (الإنجليزية)
- خد لخد على موقع الموسوعة البريطانية (الإنجليزية)
- خد لخد على موقع أول موفي (الإنجليزية)